# Flamborough Head

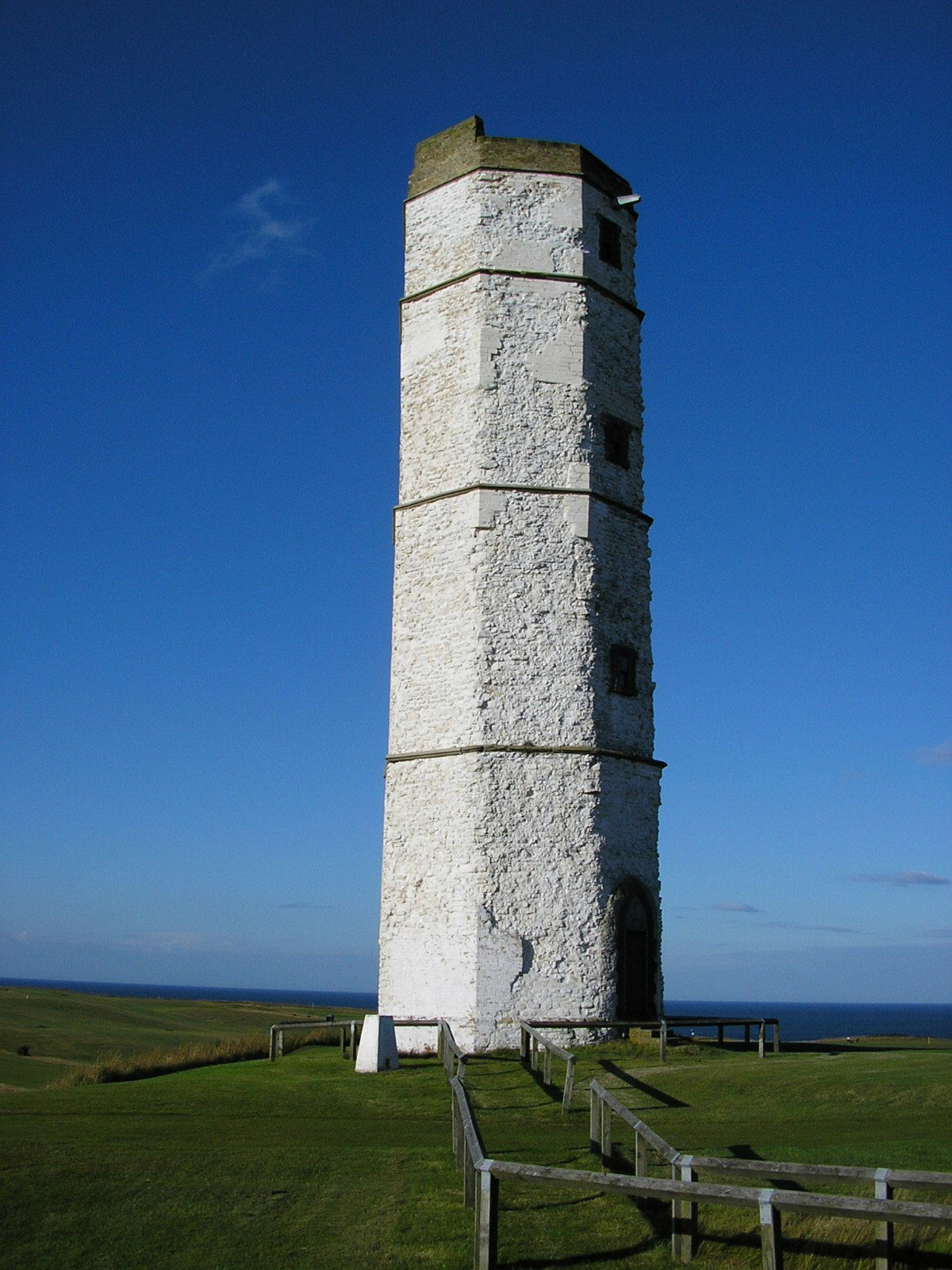
La tour de craie, à proximité de Flamborough Head. Construite en 1674, il s'agit du plus ancien phare encore debout en Angleterre.

Flamborough Head (littéralement, « Pointe de Flamborough ») est un promontoire rocheux de 8 milles (12,87 km) situé sur la côte du Yorkshire, à Flamborough, à l'est de l'Angleterre, entre les baies de Filey et de Bridlington en mer du Nord. 
Cap dont le sol est composé de craie, la résistance qu'il offre à l'érosion côtière contraste avec la côte plus basse que l'on trouve à Holderness, plus au sud. Il existe un nombre plus important et une plus grande diversité d'habitats troglodytes à Flamborough que dans les autres falaises de ce type en Grande-Bretagne. Les plus importantes connues s'étendent sur plus de 50 mètres de distance en partant de leur entrée située au niveau de la côte. 
Flamborough Head apparaît dans le programme télévisé Seven Natural Wonders et est listé comme étant l'une des merveilles du Yorkshire ; il apparaît également brièvement dans les premiers épisodes de la série télévisée Coast.